# Felsőgagy
Felsőgagy est un village et une commune du comitat de Borsod-Abaúj-Zemplén en Hongrie.